# Amt Wessum
Das Amt Wessum war ein Amt im Kreis Ahaus in Nordrhein-Westfalen. Im Rahmen der nordrhein-westfälischen Gebietsreform wurde das Amt zum 1. Januar 1975 aufgelöst.

## Geschichte
Im Rahmen der Einführung der Landgemeindeordnung für die Provinz Westfalen wurde 1844 im Kreis Ahaus die Bürgermeisterei Wessum in das Amt Wessum überführt. Dem Amt gehörten die beiden Landgemeinden Wessum (auch Dorf Wessum genannt) und Kirchspiel Wessum an. Im gleichen Jahr wurde auch die Bürgermeisterei Ottenstein in das Amt Ottenstein überführt. Diesem Amt gehörten die beiden Gemeinden Alstätte und Ottenstein  (auch Dorf Ottenstein genannt) an.
Die beiden Ämter Wessum und Ottenstein wurden 1935 zum neuen Amt Wessum-Ottenstein zusammengelegt. Am 1. April 1936 wurden die beiden Gemeinden Dorf und Kirchspiel Wessum zur Gemeinde Wessum zusammengeschlossen.
Das Amt Wessum-Ottenstein wurde 1964 in Amt Wessum umbenannt.
Durch das Münster/Hamm-Gesetz wurde das Amt Wessum zum 1. Januar 1975 aufgelöst. Seine drei Gemeinden Alstätte, Dorf Ottenstein und Wessum wurden Teil der Stadt Ahaus, die gleichzeitig zum neuen Kreis Borken kam und auch Rechtsnachfolgerin des Amtes ist.

## Einwohnerentwicklung
Amt Wessum / Amt Wessum-Ottenstein
| Jahr | Einwohner | Quelle |
| ---- | --------- | ------ |
| 1858 | 2.543     | [ 6 ]  |
| 1871 | 2.250     | [ 7 ]  |
| 1885 | 2.155     | [ 8 ]  |
| 1910 | 2.425     | [ 9 ]  |
| 1939 | 6.535     | [ 10 ] |
| 1950 | 7.973     | [ 11 ] |
| 1974 | 10.658    | [ 11 ] |

Das Amt wurde 1935 vergrößert.
Amt Ottenstein
| Jahr | Einwohner | Quelle |
| ---- | --------- | ------ |
| 1858 | 2596      | [ 6 ]  |
| 1871 | 2200      | [ 12 ] |
| 1885 | 1959      | [ 13 ] |
| 1910 | 2240      | [ 14 ] |